# Люсувко
Люсувко (пол. Lusówko) — село в Польщі, у гміні Тарново-Подґурне Познанського повіту Великопольського воєводства.
Населення — 1368 осіб (2011).
У 1975-1998 роках село належало до Познанського воєводства.

## Демографія
Демографічна структура станом на 31 березня 2011 року:
|          | Загалом | Допрацездатний вік | Працездатний вік | Постпрацездатний вік |
| -------- | ------- | ------------------ | ---------------- | -------------------- |
| Чоловіки | 646     | 186                | 427              | 33                   |
| Жінки    | 722     | 189                | 439              | 94                   |
| Разом    | 1368    | 375                | 866              | 127                  |